# Martin Schwärzler
Martin Schwärzler (* 1. Dezember 1994) ist ein österreichischer Fußballspieler.

## Karriere
Schwärzler begann seine Karriere beim FC Bizau, ehe er in die AKA Vorarlberg wechselte. 2011 wechselte er zum Zweitligisten FC Lustenau 07. Sein Profidebüt gab er am 34. Spieltag der Saison 2010/11 gegen den FC Admira Wacker Mödling. 2012 wechselte er nach Deutschland zum FC Augsburg, für den er jedoch nur für die Regionalligamannschaft spielte. Im September kehrte er, nachdem er drei Monate vereinslos gewesen war, nach Österreich, zum SCR Altach, zurück.
Zur Saison 2016/17 kehrte er zu seinem ehemaligen Jugendklub, dem FC Bizau, zurück.
Im Februar 2017 wechselte er nach Liechtenstein zum USV Eschen-Mauren. Weitere Stationen waren wieder in österreichischen Vorarlbergliga der SC Fussach, der FC Bizau und seit 1. Januar 2023 der FC Höchst.